# 6229 Турсахан
6229 Турсахан (6229 Tursachan) — астероїд головного поясу, відкритий 4 листопада 1983 року.
Тіссеранів параметр щодо Юпітера — 3,201.